# Peter Chelsom
Peter Chelsom (Blackpool, 20 aprile 1956) è un regista e attore britannico. 
Ha diretto, fra gli altri film, Shall We Dance? e Hannah Montana: The Movie.

## Biografia
Chelsom è nato a Blackpool, nel Lancashire, ed è figlio dei gestori di un negozio di antiquariato, Kay e Reginald Chelsom. Ha studiato presso la Central School of Drama di Londra, ed è stato attore teatrale Royal Shakespeare Company, oltre che per numerose produzioni cinematografiche e televisive fra cui A Woman of Substance in cui recitavano anche Jenny Seagrove e Deborah Kerr. Chelsom ha sviluppato un crescente interesse nello scrivere e dirigere film. Dal 1985 al 1988 ha gestito un corso di film televisivi presso la Central School of Drama, e in seguito ha insegnato sia presso l'Actor's Institute sia presso la Cornell University.

## Vita privata
È cittadino onorario del comune italiano di Fivizzano, dove passa le sue vacanze.

## Filmografia parziale

### Attore
- Sorrell and Son, miniserie TV, regia di Derek Bennett (1984)

### Regista
- Treacle (1987)
- Il mistero di Jo Locke, il sosia e miss Britannia '58 (Hear My Song) (1991)
- Il commediante (Funny Bones) (1995)
- Basta guardare il cielo (The Mighty) (1998)
- Amori in città... e tradimenti in campagna (Town & Country) (2001)
- Quando l'amore è magia - Serendipity (Serendipity) (2001)
- Shall We Dance? (2004)
- Hannah Montana: The Movie (2009)
- Hector e la ricerca della felicità  (Hector and the Search for Happiness) (2014)
- Lo spazio che ci unisce (The Space Between Us) (2016)
- Security (2021) [3]
- Ops! È già Natale (A Sudden Case of Christmas) (2024)